# Fudzsivara család
A Fudzsivara család (藤原氏, Fudzsivara-si, Hepburn-átírással: Fujiwara-shi) a japán történelem legnagyobb hatalmú udvaronc dinasztiája, amely jóformán az egész Heian-korban (794–1185) uralta Japánt „a császár nevében”. Riválisaik, a Szogák legyőzése után 669-ben Tendzsi császártól kapták új nevüket (azelőtt Nakatomik voltak), amely 'lilaakácmezőt' jelent. Befolyásukat házasodáspolitikájukkal őrizték meg: lányaikat hozzáadták a többnyire kiskorú császárokhoz, akiket az örökös megszületése után lemondattak, ily módon császárok hosszú sorának lettek anyai nagyapái, nagybátyjai és apósai, azonkívül a kiskorú császár helyett mint régensek, majd pedig mint amolyan palatinusok kormányoztak. Külső vetélytársuk egy támadt csupán (Szugavara no Micsizane), s hanyatlásukat inkább az egymás közti viszálykodás okozta, meg a katonai osztály (szamurájok) felemelkedése a 12. század közepén (Heidzsi-lázadás, Hógen-lázadás, Taira–Minamoto-háború). Egyes tagjaik (Fudzsivara no Teika) ezután már csak irodalmi diktátorok lehettek, aminthogy az egész dinasztia legmaradandóbb teljesítménye amúgy is a világtörténelem egyik legszínpompásabb udvari kultúrájának (ráadásul ez esetben az első tősgyökeres honi, tehát nem kínai kultúrának) a megteremtése volt (Dzsócsó, emakimono, Isze monogatari, Izumi Sikibu, jamato-e, Ki no Curajuki, Kokinsú, monogatari, mono no avare, Muraszaki Sikibu, Ökörnyál-napló, Szei Sónagon, vaka, zuihicu). Azzal pedig, hogy beérték a szürke eminenciás szerepkörével, és magát a császári házat sohasem akarták megdönteni, olyan precedenst teremtettek, amely Japán egész későbbi történelmét meghatározta: ennek köszönhető, hogy sógunok és egyéb hegemónok hosszú sorának tényleges uralma mellett is (Tódzsó Hideki tábornokéig bezárólag) máig fennmaradt a világ hasonlíthatatlanul legősibb uralkodóháza. (Fennmaradt egyébként sok vihar közepette a Fudzsivara család is: az ő leszármazottjuk volt az 1945-ben öngyilkosságot elkövető háromszoros miniszterelnök, Konoe Fumimaro herceg éppúgy, mint Szaiondzsi Kimmocsi.)